# Launcelot (kráter)
Launcelot je impaktní kráter na Saturnově měsíci Mimas. Nomenklatura kráterů na Mimasu čerpá z britské mytologie – konkrétně z Artušovských legend, Launcelot je tak pojmenován podle Lancelota, prvního rytíře krále Artuše a milence jeho manželky Guinevere. Název byl schválen Mezinárodní astronomickou unií v roce 1982.
Launcelot má průměr 30 km a jeho střední souřadnice na měsíci jsou 9°27′36″ J a 328°29′24″  Z. Jeho jihovýchodní okrajový val narušuje o něco větší přilehlý kráter Gwynevere a dále na jihovýchod se táhne kaňon Ossa Chasma. Severně leží měsíční rovník.